# 白鳥温泉
白鳥温泉（しらとりおんせん）は、宮崎県えびの市末永にある温泉。えびの市街地からえびの高原ヘ向かう途中に湧出している温泉。

## 泉質
- 単純酸性泉、単純温泉
- 源泉温度　77℃
- 効能：神経痛、筋肉痛、関節痛、五十肩、運動麻痺、関節のこわばり、うちみ、くじき、慢性消化器病、痔疾、冷え性、病後回復期、疲労回復、健康増進

## 温泉地
霧島連山の一角にある白鳥山の中腹、標高600 - 700メートルの山中に位置。
えびの高原から県道1号を市街地に向けて下る途中に、「白鳥温泉　上湯」と「白鳥温泉　下湯」の2軒の温泉宿が存在する。どちらともに日帰り入浴可能。
「上湯」は観光客向けで、「下湯」は地元民向けである。

## 歴史
開湯は江戸時代以前と思われる。しかし、征韓論に敗れた西郷隆盛が当地で心身を癒したという記録が残っている。

## アクセス
- JR吉都線小林駅またはJR日豊本線霧島神宮駅下車タクシーで、30分。

- 東九州自動車道えびのICより車で20分。

- 宮崎空港より車で70分。

## 周辺情報
- 白鳥山
- えびの高原